# Belle Boyd
Belle Boyd, född 1844, död 1900, var en amerikansk agent. Hon är även känd för sin verksamhet som spion för de konfedererade under den amerikanska inbördeskriget. 